# Oxytropis anaulgensis
Oxytropis anaulgensis är en ärtväxtart som beskrevs av Nikolai Vasilievich Pavlov. Oxytropis anaulgensis ingår i släktet klovedlar, och familjen ärtväxter. Inga underarter finns listade i Catalogue of Life.